# الأكاديمية الحديثة (المعادي)
الأكاديمية الحديثة في المعادي من الأكاديميات الخاصة المصرية تحتوى على تخصصات هندسة وحاسبات ومعلومات واقتصاد وقد تأسست في عام 1993 من قبل مجموعة من المهنيين التربويين، ومنذ البدء كانت تقع في المعادى، الضاحية الجنوبية القاهرة والمعروفة بالخضرة والهدوء.مام حاليا تحتل مباني دائمة على الطريق رقم 304 في المعادي الجديدة.إن 3500 + متر مربع من المباني الفاخرة التي يسهل الوصول إليها عن طريق وسائل النقل العامة في فترة 30 دقيقة فقط بداية من مطار القاهرة الدولي وعبر وسط مدينة القاهرة.
إن المبنى الرئيسي المكيف يحتوي على 8 قاعات للمحاضرات) المخصصة لكل 150 طالبا)، و26 فصلا دراسيا (المخصصة لكل 40 طالبا)، و6 معامل للحاسوب (كل منها يحتوي على 40 جهاز كمبيوتر، ومكتبة، ومكاتب الإدارة، كافيتريا، وعيادة.جميع الفصول الدراسية والقاعات مجهزة بالكامل مع كل ما يلزم من مرافق التعليم، ونظام الصوت.آخر مبنيين أنشئا بعد ذلك وبذلك تمت التوسعة العظمى للطلاب والتخصصات على حد سواء.

## التطور التاريخي للبرامج
بدأت مام مع تخصص علوم الكمبيوتر وفقا لوزارة التعليم العالي لمصر بالقرار الجمهوري رقم. 1570 في عام 1993.تمكنت مام، من خلال الجهود المتواصلة التي يبذلها الرئيس لتأسيسها الأستاذ الدكتور نبيل دعبس، من أن تضيف إدارة الأعمال، المحاسبة والاقتصاد وللاختصاصات وزارة التعليم العالي المرسوم رقم 18 في العام 1996.
بدأت مام مع تخصص علوم الكمبيوتر وفقا لوزارة التعليم العالي لمصر بالقرار الجمهوري رقم (. 1570 في عام 1993.239.حاليا وأربعة أقسام تقوم بتنظيم برامج مام الأكاديمية : قسم علوم الحاسب الآلي، إدارة الأعمال وزارة الخارجية (إدارة، والاقتصاد، والمحاسبة، وإدارة نظم المعلومات الإدارية، وقسم العلوم الأساسية
في عام 1995، التحق نحو 500 مام من الطلاب في جميع التخصصات.بحلول عام 1999 كان للأكاديمية + 3400 طالبا في درجة الالتحاق.هذا العدد ارتفع ليصل إلى 6100 + قبل العام الدراسي 2000/2001.يرجع الفضل في ذلك إلى عرض من برنامج نظم المعلومات الإدارية وعدد الملتحقين ارتفعت في عام 2001/2002 إلى + 7000.ان الزيادة الكبيرة في التحاق الطلاب تعكس حجم الثقة في المواد الأكاديمية والنمو الملموس.

## الاعتماد
الأكاديمية الحديثة التي تعمل بوصفها مؤسسة خاصة للتعليم العالي مباشرة تحت اشراف وتقييم من وزارة التعليم العالي.في عامي 1993 و1996 منحت مام الدرجة المرخصة من قبل وزارة التعليم العالي. برامج مام الأكاديمية ويجري تقييمها سنويًا وفقا لضمان الجودة المصرية التي حددتها وزارة التعليم العالي.
في عام 1998 في مصر قام المجلس الأعلى للجامعات بالاعتراف للأكاديمية بدرجة أن تكون مساوية لتلك التي تمنحها للجامعات المصرية، ومن ثم جاءت موافقة النقابات المتخصصة لتسجيل الخريجين كأعضاء رسميين في المنظمات المهنية.
ووفقا لوزارة التعليم العالي والتقييم، مام وضعت في المرتبة الأولى بين المؤسسات الخاصة للتعليم العالي في البلاد.

## البرامج الدولية
في خريف عام 1996 تم توقيع عقد الشراكة بين الأكاديمية الحديثة في المعادي وجامعة مقاطعة كولومبيا، في واشنطن العاصمة في الولايات المتحدة. إن الشركة المتحدة للتنمية / مام برنامج يهدف إلى تشجيع وتطوير البرامج الأكاديمية التي منشركة تضامنية) شهدت امتدادا لبرنامج البكالوريوس لتغطية خيارات المحاسبة والمالية في الشركات، وهندسة الحاسوب وتكنولوجيا المعلومات الهندسة الإلكترونية وتكنولوجيا الاتصالات؛ بالإضافة إلى البدء في الدراسات العليا في إدارة الأعمال) شهادة الماجستير في إدارة الأعمال (ماجستير إدارة الأعمال) (.
البرنامج يتبع نظامًا تعليميًا أمريكيً بحيث يتم تطبيق نظام الساعات المشروط للتخرج.
عند تسجيل الطلاب في الأكاديمية الحديثة لديهم الخيار في الانضمام إلى الشركة المتحدة للتنمية / مام برنامج أميركي أو الحصول على الدرجة العلمية، بالإضافة إلى مصر واحدة، بعد دراسة عدد من الدورات التكميليةاللازمة لدرجة البكالوريوس في ال يو دي سي.
الدورات الدراسية التي تدرس في الشركة المتحدة للتنمية / مام هي نفسها التي تدرس في الشركة المتحدة للتنمية في واشنطن العاصمة في التدريس الأكاديمي للموظفين في الشركة المتحدة للتنمية / مام وهما متماثلتان في استخدام برنامج اللغة الإنكليزية ومنتظمة جامعة مقاطعة كولومبيا المنهجية والكتب المدرسية وغيرها من المواد التعليمية.
الطلاب في الشركة المتحدة للتنمية / مام يخضعون لنفس معايير الأداء وغيرها من التي يخضع لها طلاب جامعة مقاطعة كولومبيا وفي الوقت الراهن، فإن المسجلين في الشركة المتحدة للتنمية / مام حوالي 70 طالبا في كل من إدارة الأعمال وعلوم الحاسوب الكبرى.